# Bangré (Thyou)
Pour les articles homonymes, voir Bangré.
Bangré est une localité située dans le département de Thyou de la province de Boulkiemdé dans la région Centre-Ouest au Burkina Faso.